# Lista câștigătorilor French Open (simplu feminin)
Aceasta este lista câștigătorilor la turneul de la Roland Garros, simplu feminin.

## Campioane

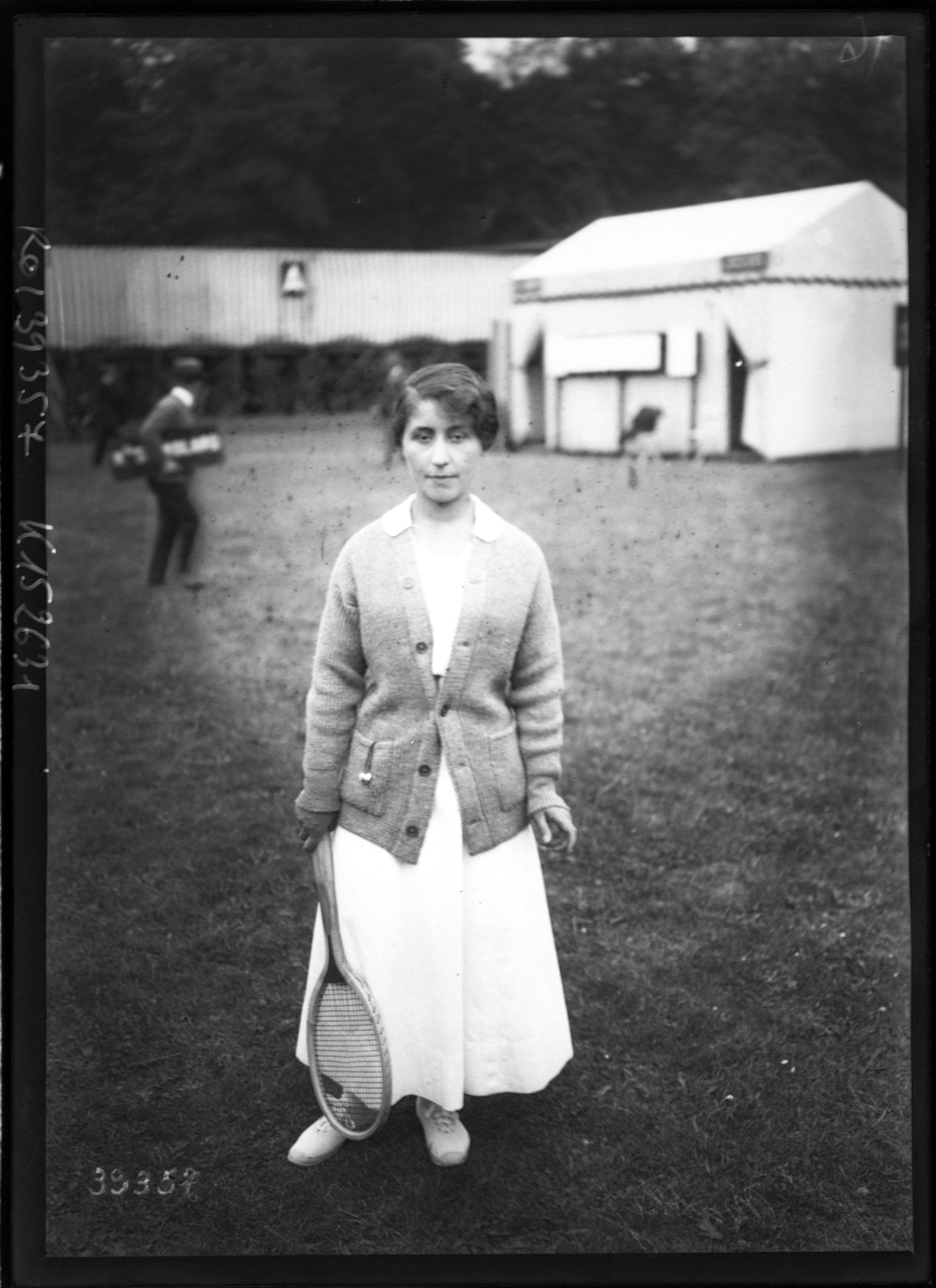
Jeanne Matthey este de patru ori campioană.

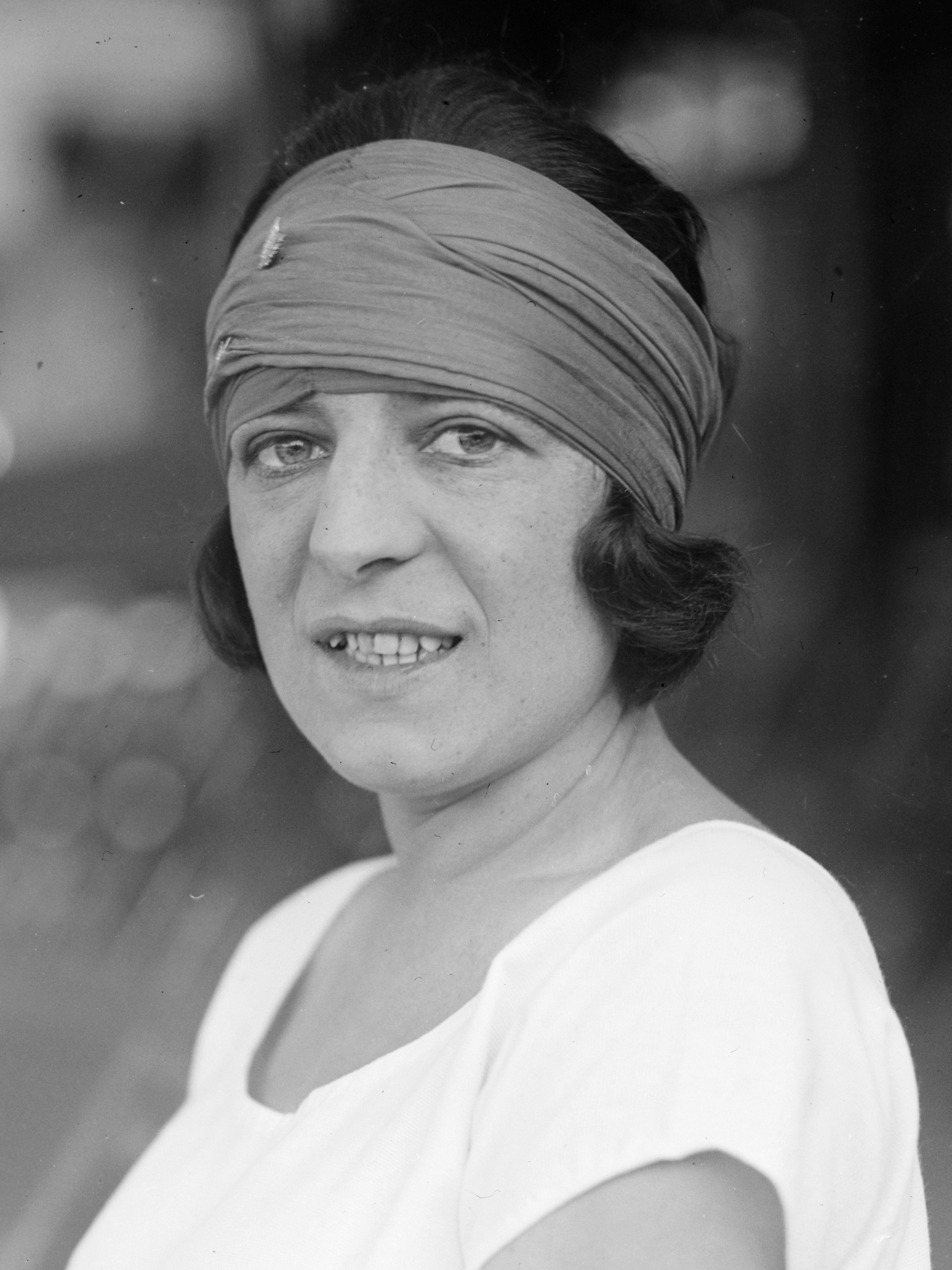
Suzanne Lenglen este de șase ori campioană.

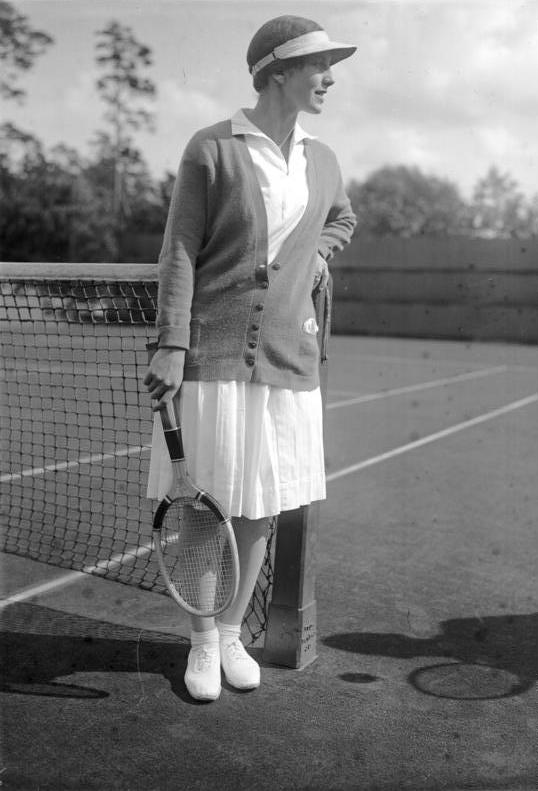
Helen Wills Moody este de patru ori campioană.

### Campionatele franceze
| An   | Campion                                                                                                   | Finalist                                                                                                  | Scor |
| 1897 | Adine Masson                                                                                              | P Girod                                                                                                   | 6-3, 6-1                                                                                                  |
| 1898 | Adine Masson (2)                                                                                          | | |
| 1899 | Adine Masson (3)                                                                                          | | |
| 1900 | Hélène Prévost                                                                                            | | |
| 1901 | P Girod                                                                                                   | Leroux | |
| 1902 | Adine Masson (4)                                                                                          | P Girod                                                                                                   | |
| 1903 | Adine Masson (5)                                                                                          | Kate Gillou                                                                                               | 6-0, 6-8, 6-0                                                                                             |
| 1904 | Kate Gillou                                                                                               | Adine Masson                                                                                              | |
| 1905 | Kate Gillou (2)                                                                                           | Y de Pfooffel                                                                                             | 6-0, 11-9                                                                                                 |
| 1906 | Kate Gillou-Fenwick (3)                                                                                   | Mac Veagh                                                                                                 | |
| 1907 | Comtesse de Kermel                                                                                        | d'Elva | |
| 1908 | Kate Gillou-Fenwick (4)                                                                                   | Pean | |
| 1909 | Jeanne Matthey                                                                                            | Gallay | |
| 1910 | Jeanne Matthey (2)                                                                                        | Marguerite Broquedis                                                                                      | |
| 1911 | Jeanne Matthey (3)                                                                                        | Marguerite Broquedis                                                                                      | |
| 1912 | Jeanne Matthey (4)                                                                                        | Danet | |
| 1913 | Marguerite Broquedis                                                                                      | Jeanne Matthey                                                                                            | |
| 1914 | Marguerite Broquedis (2)                                                                                  | Suzanne Lenglen                                                                                           | 5-7, 6-4, 6-3                                                                                             |
| 1915 | Anulat din cauza Primului Război Mondial                                                                  | Anulat din cauza Primului Război Mondial                                                                  | Anulat din cauza Primului Război Mondial                                                                  |
| 1916 | Anulat din cauza Primului Război Mondial                                                                  | Anulat din cauza Primului Război Mondial                                                                  | Anulat din cauza Primului Război Mondial                                                                  |
| 1917 | Anulat din cauza Primului Război Mondial                                                                  | Anulat din cauza Primului Război Mondial                                                                  | Anulat din cauza Primului Război Mondial                                                                  |
| 1918 | Anulat din cauza Primului Război Mondial                                                                  | Anulat din cauza Primului Război Mondial                                                                  | Anulat din cauza Primului Război Mondial                                                                  |
| 1919 | Anulat din cauza Primului Război Mondial                                                                  | Anulat din cauza Primului Război Mondial                                                                  | Anulat din cauza Primului Război Mondial                                                                  |
| 1920 | Suzanne Lenglen                                                                                           | Marguerite Broquedis                                                                                      | 6-1, 7-5                                                                                                  |
| 1921 | Suzanne Lenglen (2)                                                                                       | Germaine Golding                                                                                          | walkover                                                                                                  |
| 1922 | Suzanne Lenglen (3)                                                                                       | Germaine Golding                                                                                          | 6-4, 6-2                                                                                                  |
| 1923 | Suzanne Lenglen (4)                                                                                       | Germaine Golding                                                                                          | 6-1, 6-4                                                                                                  |
| 1924 | Emilienne Didi Vlasto                                                                                     | Jeanne Vaussard                                                                                           | 6-2, 6-3                                                                                                  |
| 1925 | Suzanne Lenglen (5)                                                                                       | Kitty McKane Godfree                                                                                      | 6-1, 6-2                                                                                                  |
| 1926 | Suzanne Lenglen (6)                                                                                       | Mary Browne                                                                                               | 6-1, 6-0                                                                                                  |
| 1927 | Kea Bouman                                                                                                | Irene Bowder Peacock                                                                                      | 6-2, 6-4                                                                                                  |
| 1928 | Helen Wills Moody                                                                                         | Eileen Bennett Whittingstall                                                                              | 6-1, 6-2                                                                                                  |
| 1929 | Helen Wills Moody (2)                                                                                     | Simone Mathieu                                                                                            | 6-3, 6-4                                                                                                  |
| 1930 | Helen Wills Moody (3)                                                                                     | Helen Jacobs                                                                                              | 6-2, 6-1                                                                                                  |
| 1931 | Cilly Aussem                                                                                              | Betty Nuthall                                                                                             | 8-6, 6-1                                                                                                  |
| 1932 | Helen Wills Moody (4)                                                                                     | Simone Mathieu                                                                                            | 7-5, 6-1                                                                                                  |
| 1933 | Margaret Scriven Vivian                                                                                   | Simone Mathieu                                                                                            | 6-2, 4-6, 6-4                                                                                             |
| 1934 | Margaret Scriven Vivian (2)                                                                               | Helen Jacobs                                                                                              | 7-5, 4-6, 6-1                                                                                             |
| 1935 | Hilde Krahwinkel Sperling                                                                                 | Simone Mathieu                                                                                            | 6-2, 6-1                                                                                                  |
| 1936 | Hilde Krahwinkel Sperling (2)                                                                             | Simone Mathieu                                                                                            | 6-3, 6-4                                                                                                  |
| 1937 | Hilde Krahwinkel Sperling (3)                                                                             | Simone Mathieu                                                                                            | 6-2, 6-4                                                                                                  |
| 1938 | Simone Mathieu                                                                                            | Nelly Adamson Landry                                                                                      | 6-0, 6-3                                                                                                  |
| 1939 | Simone Mathieu (2)                                                                                        | Jadwiga Jędrzejowska                                                                                      | 6-3, 8-6                                                                                                  |
| 1940 | Nu s-a disputat din cauza celui de-al Doilea Război Mondial 1941-1944 s-a desfășurat sub ocupație germană | Nu s-a disputat din cauza celui de-al Doilea Război Mondial 1941-1944 s-a desfășurat sub ocupație germană | Nu s-a disputat din cauza celui de-al Doilea Război Mondial 1941-1944 s-a desfășurat sub ocupație germană |
| 1941 | Alice Weiwers                                                                                             | Anne-Marie Seghers                                                                                        | 6–3, 6–0                                                                                                  |
| 1942 | Alice Weiwers (2)                                                                                         | Lolette Payot                                                                                             | 6–4, 6–4                                                                                                  |
| 1943 | Simone Iribarne Lafargue                                                                                  | Alice Weiwers                                                                                             | 6–1, 7–5                                                                                                  |
| 1944 | Raymonde Jones Veber                                                                                      | Jacqueline Patorni                                                                                        | 6–4, 9–7                                                                                                  |
| 1945 | Lolette Payot                                                                                             | Simone Iribarne Lafargue                                                                                  | 6-4, 6-3                                                                                                  |
| 1946 | Margaret Osborne duPont                                                                                   | Pauline Betz Addie                                                                                        | 1-6, 8-6, 7-5                                                                                             |
| 1947 | Patricia Canning Todd                                                                                     | Doris Hart                                                                                                | 6-3, 3-6, 6-4                                                                                             |
| 1948 | Nelly Adamson Landry                                                                                      | Shirley Fry Irvin                                                                                         | 6-2, 0-6, 6-0                                                                                             |
| 1949 | Margaret Osborne duPont (2)                                                                               | Nelly Adamson Landry                                                                                      | 7-5, 6-2                                                                                                  |
| 1950 | Doris Hart                                                                                                | Patricia Canning Todd                                                                                     | 6-4, 4-6, 6-2                                                                                             |
| 1951 | Shirley Fry Irvin                                                                                         | Doris Hart                                                                                                | 6-3, 3-6, 6-3                                                                                             |
| 1952 | Doris Hart (2)                                                                                            | Shirley Fry Irvin                                                                                         | 6-4, 6-4                                                                                                  |
| 1953 | Maureen Connolly Brinker                                                                                  | Doris Hart                                                                                                | 6-2, 6-4                                                                                                  |
| 1954 | Maureen Connolly Brinker (2)                                                                              | Ginette Jucker Bucaille Grandguillot                                                                      | 6-4, 6-1                                                                                                  |
| 1955 | Angela Mortimer Barrett                                                                                   | Dorothy Head Knode                                                                                        | 2-6, 7-5, 10-8                                                                                            |
| 1956 | Althea Gibson                                                                                             | Angela Mortimer Barrett                                                                                   | 6-0, 12-10                                                                                                |
| 1957 | Shirley Bloomer Brasher                                                                                   | Dorothy Head Knode                                                                                        | 6-1, 6-3                                                                                                  |
| 1958 | Zsuzsa Körmöczy                                                                                           | Shirley Bloomer Brasher                                                                                   | 6-4, 1-6, 6-2                                                                                             |
| 1959 | Christine Truman Janes                                                                                    | Zsuzsa Körmöczy                                                                                           | 6-4, 7-5                                                                                                  |
| 1960 | Darlene Hard                                                                                              | Yola Ramírez Ochoa                                                                                        | 6-3, 6-4                                                                                                  |
| 1961 | Ann Haydon Jones                                                                                          | Yola Ramírez Ochoa                                                                                        | 6-2, 6-1                                                                                                  |
| 1962 | Margaret Court                                                                                            | Lesley Turner Bowrey                                                                                      | 6-3, 3-6, 7-5                                                                                             |
| 1963 | Lesley Turner Bowrey                                                                                      | Ann Haydon Jones                                                                                          | 2-6, 6-3, 7-5                                                                                             |
| 1964 | Margaret Court (2)                                                                                        | Maria Bueno                                                                                               | 5-7, 6-1, 6-2                                                                                             |
| 1965 | Lesley Turner Bowrey (2)                                                                                  | Margaret Court                                                                                            | 6-3, 6-4                                                                                                  |
| 1966 | Ann Haydon Jones (2)                                                                                      | Nancy Richey Gunter                                                                                       | 6-3, 6-1                                                                                                  |
| 1967 | Françoise Durr                                                                                            | Lesley Turner Bowrey                                                                                      | 4-6, 6-3, 6-4                                                                                             |

### French Open

Chris Evert a câștigat un record de șapte titluri într-o perioadă de 13 ani.

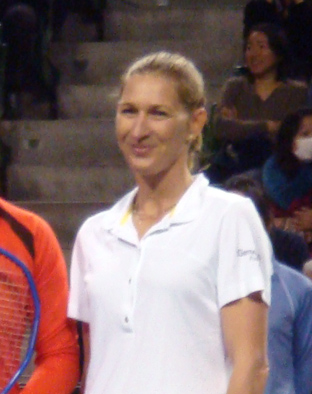
Steffi Graf este de șase ori campioană.

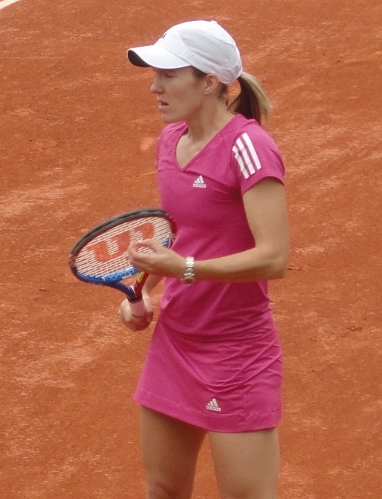
Justine Henin este de patru ori campioană, dintre care de trei ori a câștigat consecutiv.

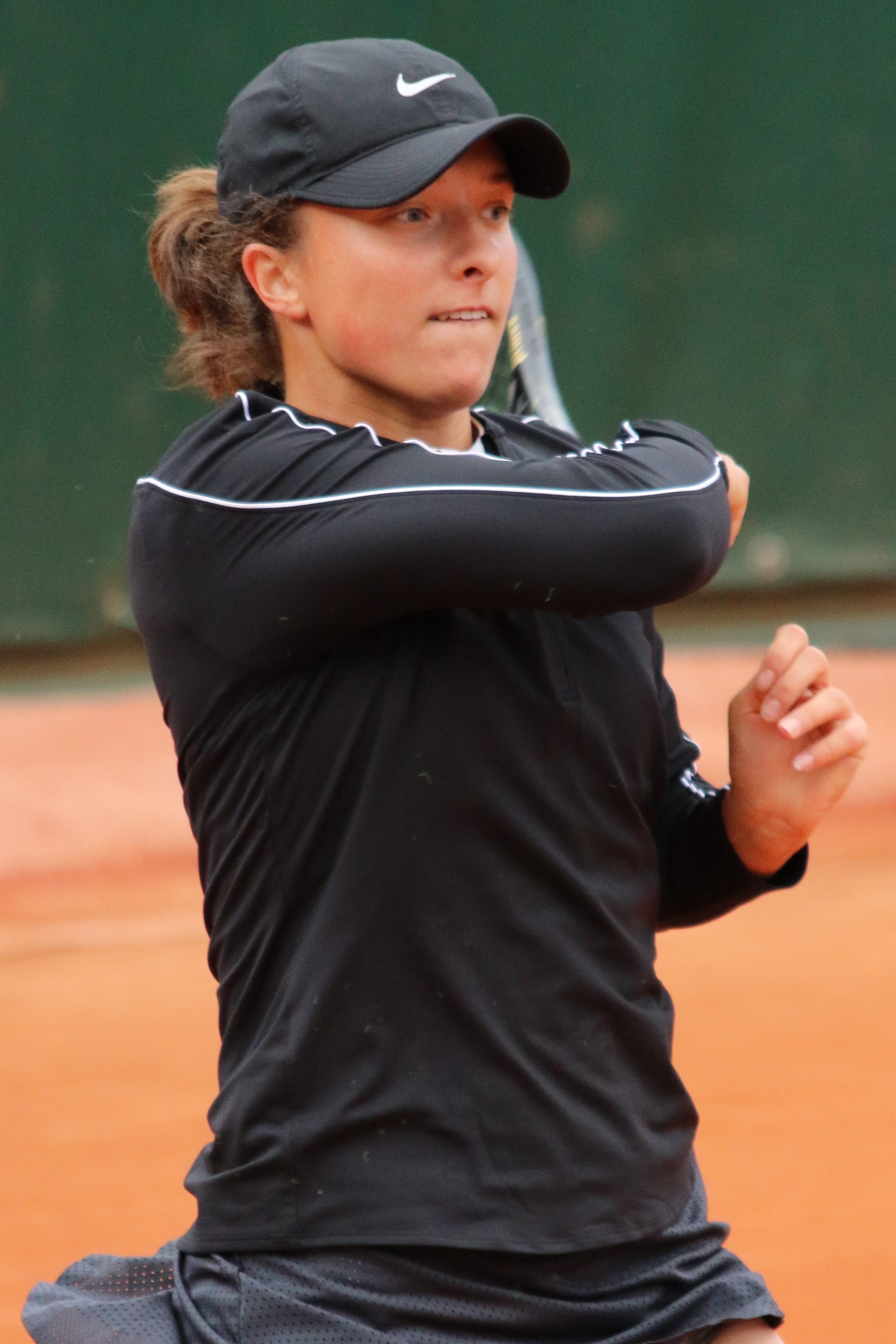
Iga Świątek, de patru ori campioană, este actuala campioană și a câștigat primul său titlu în 2020.

| An   | Campion                     | Finalist                | Scor                |
| 1968 | Nancy Richey                | Ann Haydon Jones        | 5-7, 6-4, 6-1       |
| 1969 | Margaret Court (3)          | Ann Haydon Jones        | 6-1, 4-6, 6-3       |
| 1970 | Margaret Court (4)          | Helga Niessen Masthoff  | 6-2, 6-4            |
| 1971 | Evonne Goolagong Cawley     | Helen Gourlay Cawley    | 6-3, 7-5            |
| 1972 | Billie Jean King            | Evonne Goolagong Cawley | 6-3, 6-3            |
| 1973 | Margaret Court (5)          | Chris Evert             | 6-7, 7-6, 6-4       |
| 1974 | Chris Evert                 | Olga Morozova           | 6-1, 6-2            |
| 1975 | Chris Evert (2)             | Martina Navrátilová     | 2-6, 6-2, 6-1       |
| 1976 | Sue Barker                  | Renáta Tomanová         | 6-2, 0-6, 6-2       |
| 1977 | Mima Jaušovec               | Florența Mihai          | 6-2, 6-7, 6-1       |
| 1978 | Virginia Ruzici             | Mima Jaušovec           | 6-2, 6-2            |
| 1979 | Chris Evert (3)             | Wendy Turnbull          | 6–2, 6–0            |
| 1980 | Chris Evert (4)             | Virginia Ruzici         | 6–0, 6–3            |
| 1981 | Hana Mandlíková             | Sylvia Hanika           | 6–2, 6–4            |
| 1982 | Martina Navrátilová         | Andrea Jaeger           | 7–6, 6–1            |
| 1983 | Chris Evert (5)             | Mima Jaušovec           | 6–1, 6–2            |
| 1984 | Martina Navrátilová (2)     | Chris Evert             | 6–3, 6–1            |
| 1985 | Chris Evert (6)             | Martina Navrátilová     | 6–3, 6–7(4), 7–5    |
| 1986 | Chris Evert (7)             | Martina Navrátilová     | 2–6, 6–3, 6–3       |
| 1987 | Steffi Graf                 | Martina Navrátilová     | 6–4, 4–6, 8–6       |
| 1988 | Steffi Graf (2)             | Natalia Zvereva         | 6–0, 6–0            |
| 1989 | Arantxa Sánchez Vicario     | Steffi Graf             | 7–6(8–6), 3–6, 7–5  |
| 1990 | Monica Seles                | Steffi Graf             | 7–6(8–6), 6–4       |
| 1991 | Monica Seles (2)            | Arantxa Sánchez Vicario | 6–3, 6–4            |
| 1992 | Monica Seles (3)            | Steffi Graf             | 6–2, 3–6, 10–8      |
| 1993 | Steffi Graf (3)             | Mary Joe Fernández      | 4–6, 6–2, 6–4       |
| 1994 | Arantxa Sánchez Vicario (2) | Mary Pierce             | 6–4, 6–4            |
| 1995 | Steffi Graf (4)             | Arantxa Sánchez Vicario | 7–5, 4–6, 6–0       |
| 1996 | Steffi Graf (5)             | Arantxa Sánchez Vicario | 6–3, 6–7(4–7), 10–8 |
| 1997 | Iva Majoli                  | Martina Hingis          | 6–4, 6–2            |
| 1998 | Arantxa Sánchez Vicario (3) | Monica Seles            | 7–6(7–5), 0–6, 6–2  |
| 1999 | Steffi Graf (6)             | Martina Hingis          | 4–6, 7–5, 6–2       |
| 2000 | Mary Pierce                 | Conchita Martínez       | 6–2, 7–5            |
| 2001 | Jennifer Capriati           | Kim Clijsters           | 2–6, 6–4, 12–10     |
| 2002 | Serena Williams             | Venus Williams          | 7–5, 6–3            |
| 2003 | Justine Henin               | Kim Clijsters           | 6–0, 6–4            |
| 2004 | Anastasia Myskina           | Elena Dementieva        | 6–2, 6–2            |
| 2005 | Justine Henin (2)           | Mary Pierce             | 6–1, 6–1            |
| 2006 | Justine Henin (3)           | Svetlana Kuznetsova     | 6–4, 6–4            |
| 2007 | Justine Henin (4)           | Ana Ivanović            | 6–1, 6–2            |
| 2008 | Ana Ivanović                | Dinara Safina           | 6–4, 6–3            |
| 2009 | Svetlana Kuznetsova         | Dinara Safina           | 6–4, 6–2            |
| 2010 | Francesca Schiavone         | Samantha Stosur         | 6–4, 7–6(7–2)       |
| 2011 | Na Li                       | Francesca Schiavone     | 6–4, 7–6(7–0)       |
| 2012 | Maria Șarapova              | Sara Errani             | 6–3, 6–2            |
| 2013 | Serena Williams (2)         | Maria Șarapova          | 6–4, 6–4            |
| 2014 | Maria Șarapova (2)          | Simona Halep            | 6–4, 6–7(5–7), 6–4  |
| 2015 | Serena Williams (3)         | Lucie Šafárová          | 6–3, 6–7(2–7), 6–2  |
| 2016 | Garbiñe Muguruza            | Serena Williams         | 7–5, 6–4            |
| 2017 | Jeļena Ostapenko            | Simona Halep            | 4–6, 6–4, 6–3       |
| 2018 | Simona Halep                | Sloane Stephens         | 3–6, 6–4, 6–1       |
| 2019 | Ashleigh Barty              | Markéta Vondroušová     | 6–1, 6–3            |
| 2020 | Iga Świątek                 | Sofia Kenin             | 6–4, 6–1            |
| 2021 | Barbora Krejcikova          | Anastasia Pavliucenkova | 6–1, 2–6, 6–4       |
| 2022 | Iga Świątek (2)             | Cori Gauff              | 6–1, 6–3            |
| 2023 | Iga Świątek (3)             | Karolína Muchová        | 6–2, 5–7, 6–4       |
| 2024 | Iga Świątek (4)             | Jasmine Paolini         | 6–2, 6–1            |
| 2025 | Cori Gauff                  | Arina Sabalenka         | 6–7(5–7), 6–2, 6–4  |